# Amylmetakresol
Amylmetakresol (AMC) ist eine chemische Verbindung, die sich sowohl vom Phenol als auch vom Toluol bzw. vom m-Kresol ableitet. Verwendung findet sie zusammen mit 2,4-Dichlorbenzylalkohol als Antiseptikum zur Behandlung von Infektionen im Mund und Rachenraum. Es kommt in Form von Lutschtabletten, als Lösung oder Spray in den Handel.

## Wirkung
Amylmetacresol wirkt desinfizierend gegen Viren, Bakterien, Pilze und Hefen. In klinischen Studien wurde zudem eine schmerzlindernde Wirkung gezeigt.